# 283 f.Kr.

## Händelser

### Efter plats

#### Grekland
- Efter Demetrios Poliorketes död i Seleukos fångenskap antar hans son Antigonos titeln kung av Makedonien, även om det bara blir till namnet, eftersom kung Lysimachos av Thrakien kontrollerar Makedonien. Demetrios kvarlevor överlämnas till Antigonos och han äras med en stor begravning i Korinth. Demetrios gravläggs därefter i staden Demetrias, som han har grundat.

#### Romerska republiken
- I slaget vid Vadimosjön krossade romarna slutligen de allierade etruskerna och gallerna. Den romerska armén leddes av konsuln Publius Cornelius Dolabella och Rom var nu herrar över norra och mellersta Italien.

#### Egypten
- Kanalen från Nilen till Röda havet, ursprungligen påbörjad, men ej färdigställd, av den egyptiske faraonen Necho II och reparerad av den persiske kungen Dareios I, blir återigen reparerad och försatt i användbart skick av Ptolemaios II.
- Ptolemaios II utökar biblioteket i Alexandria och ger grammatikern Zenodotos i uppdrag att samla in och redigera skrifter av alla grekiska poeter.

## Avlidna
- Demetrios Poliorketes, kung av Makedonien sedan 294 f.Kr. (född 336 f.Kr.)
- Ptolemaios I Soter, makedonisk general under Alexander den store, härskare över Egypten och grundare av den ptolemaiska dynastin (född 367 f.Kr.)
- Chanakya, indisk statsvetare och ekonom